# Eddi Gomes
Eddi Gomes, właśc. Edigerson F. Gomes D’Almeida (ur. 17 listopada 1988 w Bissau) – piłkarz z Gwinei Bissau grający na pozycji obrońcy, duński olimpijczyk.

## Życiorys
W latach 2011–2013 grał w Herlev IF. Następnie do 2014 roku występował w HB Køge. 1 lipca 2014 został piłkarzem Esbjerg fB. W rozgrywkach Superligaen zadebiutował 21 lipca 2014 w przegranym 0:1 meczu z Randers FC. 21 stycznia 2015 odszedł do chińskiego Henan Jianye. W 2018 roku został wypożyczony do islandzkiego Fimleikafélag Hafnarfjarðar.
W 2016 roku wystąpił wraz z reprezentacją Danii na igrzyskach olimpijskich w Rio de Janeiro. 10 czerwca 2017 zadebiutował w reprezentacji Gwinei Bissau – miało to miejsce w wygranym 1:0 meczu z Namibią.